# Rhacolepis
Genre
Rhacolepis est un genre éteint de poissons à nageoires rayonnées de l’ordre également éteint des Crossognathiformes. Il vivait lors du Crétacé,. Ses restes fossiles ont été mis au jour au Brésil, dans la formation Santana.

## À noter
Des restes fossiles du cœur de spécimens de ce genre ont été étudiés.

## Espèces
- † Rhacolepis buccalis, Agassiz 1841
- † Rhacolepis latus, Agassiz 1841

## Galerie

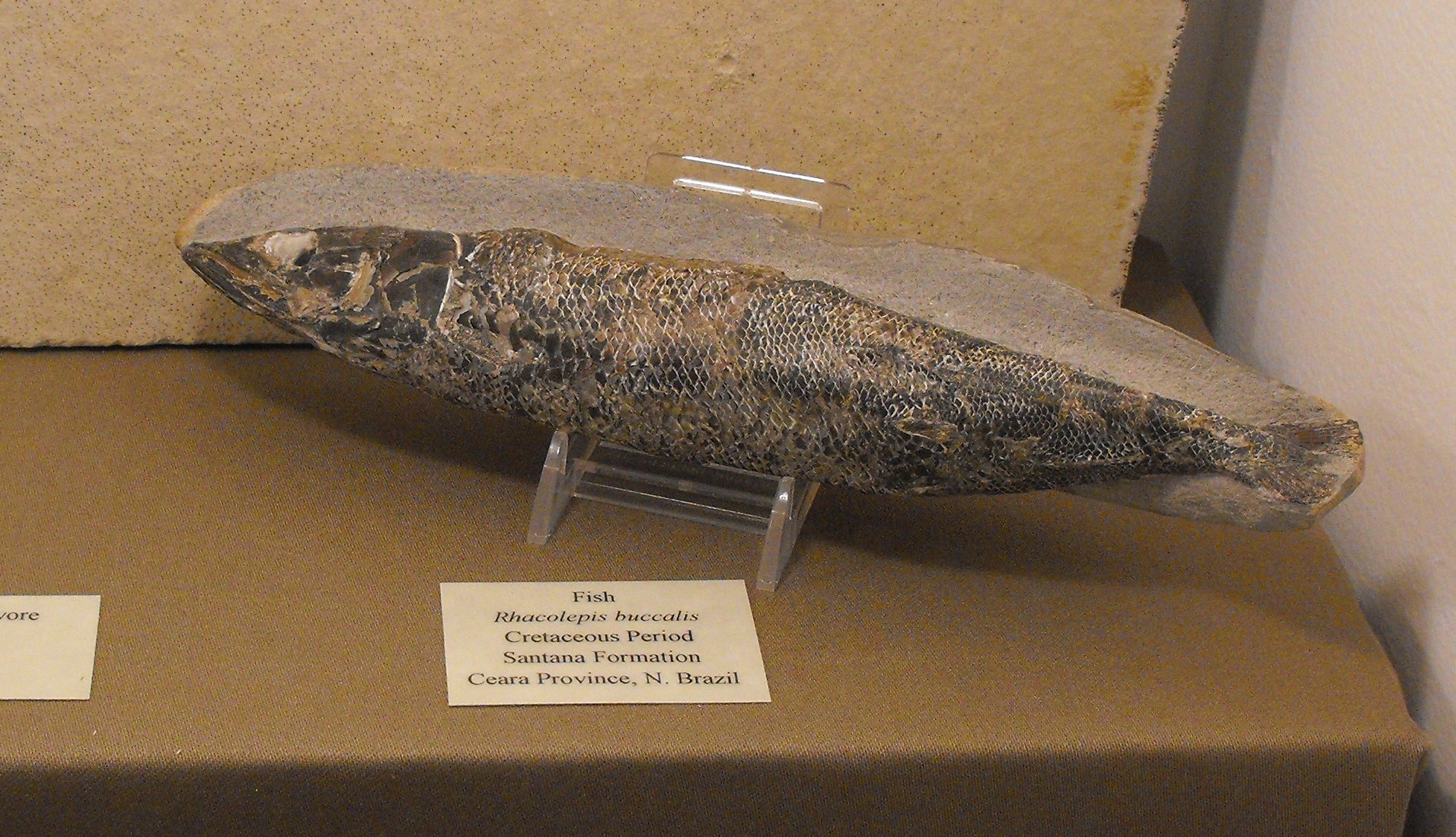
Fossile de Rhacolepis buccalis